# Schronisko pod Szarotką
Schronisko pod Szarotką, Szarotka (słow. Plesnivec, niem. Edelweißhütte) – jedyne schronisko turystyczne położone na zboczach Tatr Bielskich. Znajduje się w Dolinie do Siedmiu Źródeł (dolina Siedmich prameňov, górnym piętrze Doliny Czarnej Rakuskiej) na wysokości 1290 m n.p.m., u stóp Bujaczego Wierchu. 

## Historia
Pierwszym obiektem w pobliżu Siedmiu Źródeł był szałas wybudowany w końcówce XVII wieku. Chatka wykorzystywana następnie przez pasterzy, a po wybudowaniu w 1898 szlaku także turystów, znana była jako Drechslerhäuschen (niem.) lub Drechslerový domček (słow.). Pochodzenie tej nazwy jest niepewne, wywodzić ma się ona bądź to od słowiańskiej nazwy Tokarnia (słow. Tokáreň, niem. Drechslerberg), bądź od oznaczającego tokarza nazwiska Drechsler, jakie miał nosić nieznany z imienia spiskoniemiecki poszukiwacz złota z Rakus. Wielka encyklopedia tatrzańska podaje jednak, że brak jest dowodów na poparcie drugiej z wymienionych koncepcji. W polskiej literaturze utrwaliła się nazwa Rakuski Koszar.
W 1932 roku działkę wraz z rozpadającym się szałasem od miasta Biała Spiska wydzierżawił członek Karpathenverein Tibor Gresch, który w miejscu „domku Drechslera” postawił niewielką chatkę turystyczną, nazwaną przez siebie Edelweißhütte (Edelweiß – niem. „szarotka”). Od nazwy tej utworzono następnie słowackie warianty Plesnivec, Protež czy Hviezdoň – wszystkie oznaczające tę samą roślinę. Polską nazwę zaczęto stosować nie później niż w 1936 roku; w 1937 używał jej Tadeusz Zwoliński.
Schronisko kilkakrotnie rozbudowywano – po raz pierwszy już w 1933, a następnie w latach 1936–1938, kiedy obiekt znacznie powiększono. W nowej, piętrowej części znalazły się dwie zbiorowe sypialnie, cztery izby na piętrze (łącznie 50 miejsc noclegowych), wspólna sala oraz przeszklony taras. Większość prac budowlanych Gresch wykonywał osobiście przy pomocy przyjaciół i młodzieży z Białej Spiskiej. Uroczyste otwarcie nastąpiło 26 czerwca 1938, a udział w nim wzięli m.in. przedstawiciele Karpatheverein oraz Karl Roth, starosta Białej Spiskiej. Przy otwarciu schroniska wywieszono nad nim tzw. flagę Grescha (szarotka na niebiesko-białym tle).
W dalszych latach wytrasowano ze schroniska nowe szlaki: do Przednich Koperszadów ponad Czerwoną Glinką, a także na przełęcz Skalne Wrota.
„Szarotka” pozostawała czynna w okresie II wojny światowej, jednak po jej zakończeniu Gresch jako etniczny Niemiec został zmuszony do emigracji, zaś należące do niego mienie skonfiskowano. Schronisko upaństwowiono w 1948 roku – zarządzała nim pierwotnie spółka komunalna Tatranské chaty z Tatrzańskiej Łomnicy, a następnie przedsiębiorstwo Reštaurácie a jedálne. W 1954 obiekt przejął Tatrzański Park Narodowy (TANAP) tworząc w nim stację badawczą otwartą głównie dla naukowców i przewodników górskich. Odwiedzali ją botanicy z Uniwersytetu Masaryka w Brnie oraz Wyższej Szkoły Pedagogicznej w Pilznie. Przez ćwierćwiecze gospodynią obiektu była Eva Růžičková-Kasická z Pragi – początkowo samotnie, a od 1965 roku wraz z mężem Jánem Kasickim. W latach 1957–1970 Růžičková-Kasická prowadziła w okolicy schroniska codzienne pomiary meteorologiczne. Po przejściu przez małżeństwo na emeryturę w 1978 roku budynek pozostawał niezagospodarowany, a klucze zdeponowano w Tatrzańskiej Kotlinie.
Po zmianach ustrojowych, w 1993 roku schronisko zwrócono miastu Biała Spiska, które zgodziło się na jego wydzierżawienie taternikowi Jánowi Matavie. Nowy chatar przy wsparciu finansowym miasta wkrótce rozpoczął trwającą kilka lat renowację budynku i jego okolicy. W pierwszej kolejności wybudowano nowe mosty na potoku Czarna Woda i naprawiono drogę prowadzącą do schroniska. Ustawiono nowy mur oporowy i wycementowano zbiornik wody pitnej zasilany przez pobliski potok. Wymieniono przegniłe belki powały oraz pokrycie dachowe. Następnie prowadzono prace we wnętrzu budynku, wymieniając m.in. podłogi i okna, usunięto zniszczoną elewację, wybudowano nową kanalizację. W 1994 roku rozebrano najstarszą część schroniska wykorzystywaną wówczas już tylko jako drewutnia. W jej miejscu wzniesiono znacznych rozmiarów dobudówkę mieszczącą nowe sypialnie, zaplecze sanitarne i kotłownię. Przed nadejściem zimy wybudowano ekologiczne szambo oraz pokryto elewację gontem. W latach 1995 i 1996 trudne warunki pogodowe doprowadziły do niemalże wstrzymania dalszych prac, zmuszając zespół schroniska do ponownego utwardzenia rozmytego ulewnymi deszczami górnego odcinka drogi dojazdowej oraz naprawę naruszonego muru oporowego przed budynkiem. Pomimo trudności w tym samym czasie w schronisku zainstalowano centralne ogrzewanie oraz wybudowano oczyszczalnię ścieków.
Prace budowlane ukończono w 1997 roku – ich odbiór nastąpił w czerwcu, zaś 4 października nastąpiło uroczyste poświęcenie „Szarotki” w obecności burmistrza i przedstawicieli rady miejskiej Białej Spiskiej.
W 2005 roku na ścianie obiektu odsłonięto tablicę pamiątkową poświęconą szwedzkiemu botanikowi i badaczowi flory Tatr Göranowi Wahlenbergowi.

## Współczesność
Schronisko pod Szarotką oferuje 20 miejsc noclegowych w sześciu izbach. Oprócz nich na piętrze zlokalizowano świetlicę, toalety i natryski. Na parterze znajduje się kuchnia i ogólnodostępna jadalnia. W 2021 roku obiekt otwarty był w sezonie letnim (codziennie w okresie czerwiec–październik), zaś w pozostałych miesiącach jedynie w czasie weekendów i świąt.

## Szlaki turystyczne
– zielony szlak z Tatrzańskiej Kotliny zboczami Fajksowej Czuby do schroniska, a dalej stokami Bujaczego Wierchu i Doliną Kieżmarską nad Wielki Biały Staw. Początkowo biegnie razem z łącznikowym szlakiem niebieskim Tatrzańska Kotlina – Kieżmarskie Żłoby (na tym odcinku mylne oznaczenia).
- czas przejścia z Tatrzańskiej Kotliny do rozwidlenia szlaków zielonego i niebieskiego: 35 min w obie strony
- czas przejścia od rozwidlenia do schroniska: 1 h, ↓ 45 min
- czas przejścia ze schroniska nad Wielki Biały Staw: 1:35 h, ↓ 1 h

    – niebieski szlak (tzw. Zbójnicki Chodnik) z Kieżmarskich Żłobów do wylotu Doliny Czarnej Rakuskiej, stąd dalej szlakiem zielonym.
- czas przejścia z Kieżmarskich Żłobów do rozwidlenia: 1 h, ↓ 45 min
- czas przejścia od rozwidlenia do schroniska: 1 h, ↓ 45 min

    – od niebieskiego szlaku odchodzi też żółty szlak, prowadzący dnem Doliny Rakuskiej do schroniska. Szlak został wytyczony przez TANAP w 2003 r. i początkowo nie był zaznaczany na części map. Czas przejścia z Kieżmarskich Żłobów do schroniska tą trasą: 2 h